# Makroevolution
Makroevolution im modernen Sinn bezeichnet Evolution durch Selektion an zwischenartlicher Variation, im Gegensatz zu evolutiven Veränderungen durch Selektion an innerartlicher Variation in der Mikroevolution. Diese moderne Auffassung steht im Gegensatz zum ursprünglichen Konzept, das Makroevolution als Evolution von Taxa oberhalb des Artniveaus definierte.

## Ursprung und Bedeutungswechsel des Begriffes
Philiptschenko unterschied zwischen Makro- und Mikroevolution, weil er annahm, dass natürliche Auslese im Sinne Darwins nicht die Ursache für die größeren Evolutionsschritte sein könne, aus denen Taxa über dem Artniveau in der linneschen Taxonomie hervorgehen. Daher unterschied er zwischen Mikroevolution als Evolution im Sinne Darwins, die höchstens zur Ausbildung von Rassen oder Unterarten innerhalb von Arten führen könne, von Makroevolution, die durch unbekannte evolutive Mechanismen die Artgrenze überschreite. Ein Erklärungsmodell für Makroevolution in diesem Sinn war das Konzept der „hoffnungsvollen Monster“ des Genetikers Richard Goldschmidt, der sprunghafte Evolution durch genetische Veränderungen annahm, die entweder das Timing der ontogenetischen Entwicklung betreffen, oder das gesamte Chromosomenmuster änderten. Insbesondere die letztgenannte Hypothese wurde von Vertretern der Synthetischen Evolutionstheorie kategorisch abgelehnt und gilt heute als widerlegt. Die Idee von sprunghafter Evolution durch Veränderungen von Genregulationsprozessen erlebt dagegen im Bereich der evolutionären Entwicklungsbiologie eine gewisse Renaissance. Als Alternative zu sprunghafter Evolution schlug Dobzhansky vor, dass der Unterschied zwischen Makro- und Mikroevolution tatsächlich nur ein Unterschied im zeitlichen Maßstab sei. Demnach sei Makroevolution einfach die Summe mikroevolutiver Veränderungen über geologische Zeiträume. Diese Ansicht wurde rasch populär und zur Grundlage einer neuen Sichtweise, die den Begriff Makroevolution als neutrales Etikett für die Studie von Evolution über große Zeiträume verwendete. Die Reduzierbarkeit von Makroevolution auf die Summe mikroevolutiver Veränderungen wurde seit den 1970er Jahren vor allem durch das sich entwickelnde Konzept der Artselektion in Frage gestellt, das annimmt, dass Selektion an zwischenartlicher Variabilität ein wesentlicher Evolutionsfaktor sei, der unabhängig und ergänzend zur Selektion zwischen Organismen wirkt. Die Ebene, auf der Selektion stattfindet, wurde damit zur Grundlage einer Neudefinition von Makroevolution. Demnach ist Makroevolution der Teil von Evolution, der durch Selektion zwischen Arten stattfindet, im Gegensatz zu Mikroevolution, die auf der Selektion zwischen Organismen derselben Art beruht.

## Makroevolutionäre Prozesse

### Artbildung (Speziation)
Gemäß der modernen Definition ist der evolutive Übergang zwischen Mutter- und Tochterart mikroevolutiv, da er durch Selektion zwischen Individuen derselben Art stattfindet. Allerdings hat Artbildung auch einen makroevolutiven Aspekt, da sie die zwischenartliche Variation erzeugt, auf der Selektion in der makroevolutiven Ebene stattfindet. Ebenso kann die Speziationsrate als ein makroevolutiver Parameter angesehen werden, analog zum Reproduktionserfolg auf mikroevolutiver Ebene.

### Artselektion
Das Rohmaterial für Artselektion ist die zwischenartliche Variation, welche der überwiegend zufällige Prozess der Artbildung zur Verfügung stellt. Artselektion begünstigt Arten, die eine hohe Speziationsrate aufweisen und lange existieren und daher viele Tochterarten hervorbringen können. Man unterscheidet zwischen „Effekt-Makroevolution“, die an organismischen Merkmalen ansetzt, die Einfluss auf die Überlebensdauer und Speziationsrate von Arten haben, von Makroevolution im engeren Sinn, die an emergenten Artmerkmalen ansetzt, also Merkmalen, die sich nur auf der Artebene manifestieren, aber keine organismischen Eigenschaften darstellen (z. B. Geschlechtsverhältnis oder geographische Verbreitung).

### Punctuated equilibrium
Die Theorie des punctuated equilibrium (auch Punktualismus genannt) postuliert, dass evolutiver Wandel in der geologisch kurzzeitigen Artbildungsphase konzentriert ist, auf die evolutionäre Stasis der Arten bis zu ihrem Aussterben folgt. Das Vorherrschen evolutionärer Stasis während der überwiegenden Existenzdauer von Arten ist ein starkes Argument für die Dominanz von Artselektion und Makroevolution in der langfristigen Evolution von stammesgeschichtlichen Zweigen. Allerdings ist punctuated equilibrium weder eine makroevolutive Form der Artentstehung, wie manchmal fälschlicherweise behauptet wird (z. B. in), noch die Voraussetzung für Artselektion. Ernst Mayr, als ein Vertreter der klassischen synthetischen Evolutionstheorie, hält die punktualistische Theorie für im Wesentlichen mit dieser vereinbar. Eine mögliche Erklärung für den Befund sei seine eigene Hypothese, dass neue Arten vor allem in isolierten Populationen am Rand der Verbreitung häufiger Arten neu entstehen, so dass sie, nach ihrer Ausbreitung von dort, im Fossilbericht fast überall scheinbar plötzlich und unvermittelt auftauchen würden.

## Beispiele

### Evolutionäre Faunen
Analysen der marinen Biodiversität durch das Phanerozoikum haben gezeigt, dass sich unterschiedliche höhere Taxa im Laufe der Erdgeschichte in ihrer relativen Bedeutung abgelöst haben. Dabei konnte Jack Sepkoski diese in drei Gruppen („Evolutionäre Faunen“) zusammenfassen, die zeitlich aufeinander folgten und sich durch zunehmende Gleichgewichtsdiversitäten und abnehmende Diversifizierungsraten unterschieden. Die Studie ist insofern bemerkenswert, als der evolutive Erfolg nicht direkt auf organismische Eigenschaften zurückgeführt wird, sondern auf makroevolutiven Parameter.

### Massenaussterbe-Ereignisse
Die makroevolutive Bedeutung von Umweltveränderungen treten bei globalen Massenaussterbe-Ereignissen besonders deutlich hervor. Solche Ereignisse gehen meist auf Änderungen in der nicht-biologischen Umwelt zurück, die zu schnell ablaufen, um eine mikroevolutive Anpassung durch Adaptionen zu ermöglichen. Massenaussterbe-Ereignisse wirken daher praktisch ausschließlich durch Artselektion, also makroevolutionär. Da sie meist stark selektiv sind, d. h. bestimmte Taxa stärker betreffen als andere, fügen sie der Evolution eine bedeutende nicht-adaptive Komponente zu. Ein klassisches Beispiel in diesem Zusammenhang ist die Zunahme der Diversität der Muscheln auf Kosten der Brachiopoden, die möglicherweise auf eine entsprechende Selektivität des end-permischen Massenaussterbe-Ereignisses zurückzuführen ist.

### Stanley’sche Regel
Makroevolution wird durch Speziations- und Aussterberaten gesteuert. Empirische Daten zeigen, dass beide Parameter positiv korreliert sind: Taxa, die hohe Speziationsraten aufweisen, haben in der Regel auch hohe Aussterberaten. Diese Regel wurde zuerst von Steven Stanley beschrieben, der sie einer Reihe von ökologischen Faktoren zuschrieb. Eine positive Korrelation von Speziations- und Aussterberaten ist allerdings auch eine Vorhersage der Red-Queen-Hypothese, die postuliert, dass jeder Anstieg der Fitness bei einer Art (oder durch ein Speziationsereignis) einen entsprechenden Rückgang in der Fitness bei anderen Arten bedingt, was zum Aussterben der Arten führt, die sich nicht schnell genug anpassen. Daher müssen hohe Speziationsraten mit hohen Aussterberaten korrelieren, zumindest wenn die Prämisse des Nischen-Konservatismus erfüllt ist. Die Stanley’sche Regel, die für nahezu alle höheren Taxa und geologische Zeiten gilt, ist daher ein starkes Argument für die Bedeutung zwischenartlicher Konkurrenz in der Makroevolution.